# Distretto elettorale di Outjo
Il distretto elettorale di Outjo è un distretto elettorale della Namibia situato nella Regione del Kunene con 12.447 abitanti al censimento del 2011. Il capoluogo è la città di Outjo.